# Финкельштейн, Борис Янкелевич
Борис Янкелевич Финкельштейн (род. 23 июля 1949, Ленинград) — советский и российский певец.
В настоящее время живёт в Санкт-Петербурге.

## Биография
Родился 23 июля 1949 года в Ленинграде. Дети: Валерия Финкельштейн, Илья Финкельштейн

Образование:
- 1988 г. Закончил Санкт-Петербургскую государственную консерваторию им. Н. А. Римского-Корсакова. Вокальный факультет (Вокально-режиссёрский), по специальностям — певец, преподаватель вокала, кафедра сольного пения;
- 1993 г. Закончил Московскую Академию канторского искусства по специальности — кантор синагоги.

Деятельность:
- 1982—1989 гг. Работал солистом Театра оперы при Консерватории
- 1989—2001 гг. Работал солистом детского музыкального театра «Зазеркалье»
- 1988—2001 гг. Санкт-Петербургская государственная консерватория.
- 1988—2001 гг. Главный кантор, председатель правления, президент еврейского музыкального общества в Большой хоральной синагоге Санкт-Петербурга.
- 1990—1993 гг. преподаватель вокала Московской академии канторского искусства,
- 1993—1997 гг. Московская Академия канторского искусства.
- 2000—2005 гг. Главный кантор Московской хоральной синагоги.
- с августа 2016 года работает кантором Петербургской еврейской общины  "Шаарей Шалом"

В настоящее время:
- Концертмейстер-вокалист лицея при Санкт-Петербургской государственной консерватории имени Н. А. Римского-Корсакова.
- Концертирующий певец и кантор.
- Преподавательская деятельность, репетиторство по предметам: музыка, вокал, сольфеджио, классический вокал, общее музыкальное развитие, музыкальная грамота.
- Принимает участие в жизни Еврейской общины Санкт-Петербурга, также преподаёт основы еврейской музыкальной культуры для детей и взрослых.

Президент СПбБОО «Сыновья Завета — Бней Брит» (Санкт-Петербургская Благотворительная Общественная организация)
Лауреат нескольких международных конкурсов. «Золотой голос России».

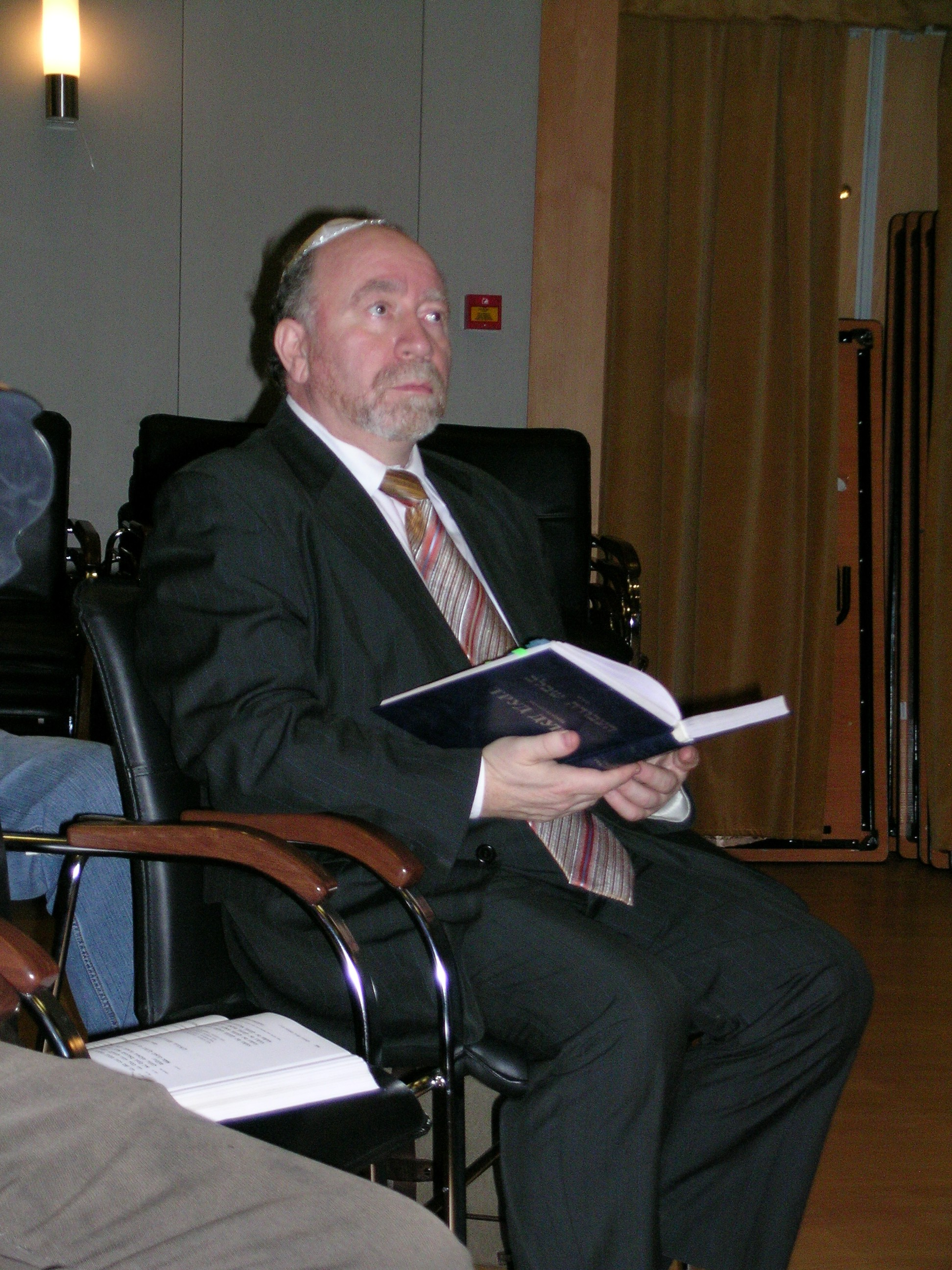
Финкельштейн Борис Янкелевич
Барух Финкельштейн
Baruh Finkelshtein ben Yankel
2008 год

## Интересные факты
Обладает голосом красивого тембра и широким диапазоном (2,5 октавы). Он спел ведущие партии в оперных театрах Санкт-Петербурга.

Нарастающий интереса к еврейским истории, культуре, традициям; изучению Торы, Иврита и основ канторского искусства привел его
в Большую хоральную синагогу Санкт-Петербурга ещё в 1979 году.

Ведя широкую концертную и гастрольную деятельности во многих странах мира стал известным кантором и исполнителем еврейской литургической музыки, народной и современной Израильской песнен.

Выступал в Малом, Большом и Рахманиновском залах Московской Консерватории, Академии Музыки, Колонном зале Дома Союзов, Carl Orff зале в Мюнхене и Theatron Yerushalaim в Иерусалиме,…

Три раза выступил с концертами перед королевскими семьями Дании, Швеции и Норвегии.

## Музыканты и музыкальные коллективы с участием Баруха Финкельштейна
- Московский Мужской Еврейский Хор «Хасидская Капелла» (ныне Московская мужская еврейская капелла),  дирижёр Александр Цалюк (солировал в более чем 500 концертах в России, СНГ, а также 12 западноевропейских странах в престижнейших концертных залах)
- Совместные концерты с выдающимися канторами - Йозефом Маловани, Михаилом Александровичем, Моше Шулховым, Альберто Мизрахи и др.
- С хором Московской хоральной синагоги.
- Russian orchestra «Perezvony».
- St.Peterburg Klezmer-trio.
- Московский ансамбль еврейской музыки «Мицва».

## Премии, звания, награды
- Лауреат нескольких международных конкурсов. «Золотой голос России».
- Лауреат премии «Серебряный голос Европы»[2].
- Лучший кантор России.
- 1996 г. Первая премия Международного конкурса фольклорных хоровых коллективов в Москве (с Московским Мужским Еврейским Хором).
- 1992 г. Grand Prix Международного фестиваля конкурса «Зимрия» в Израиле (с Московским Мужским Еврейским Хором).

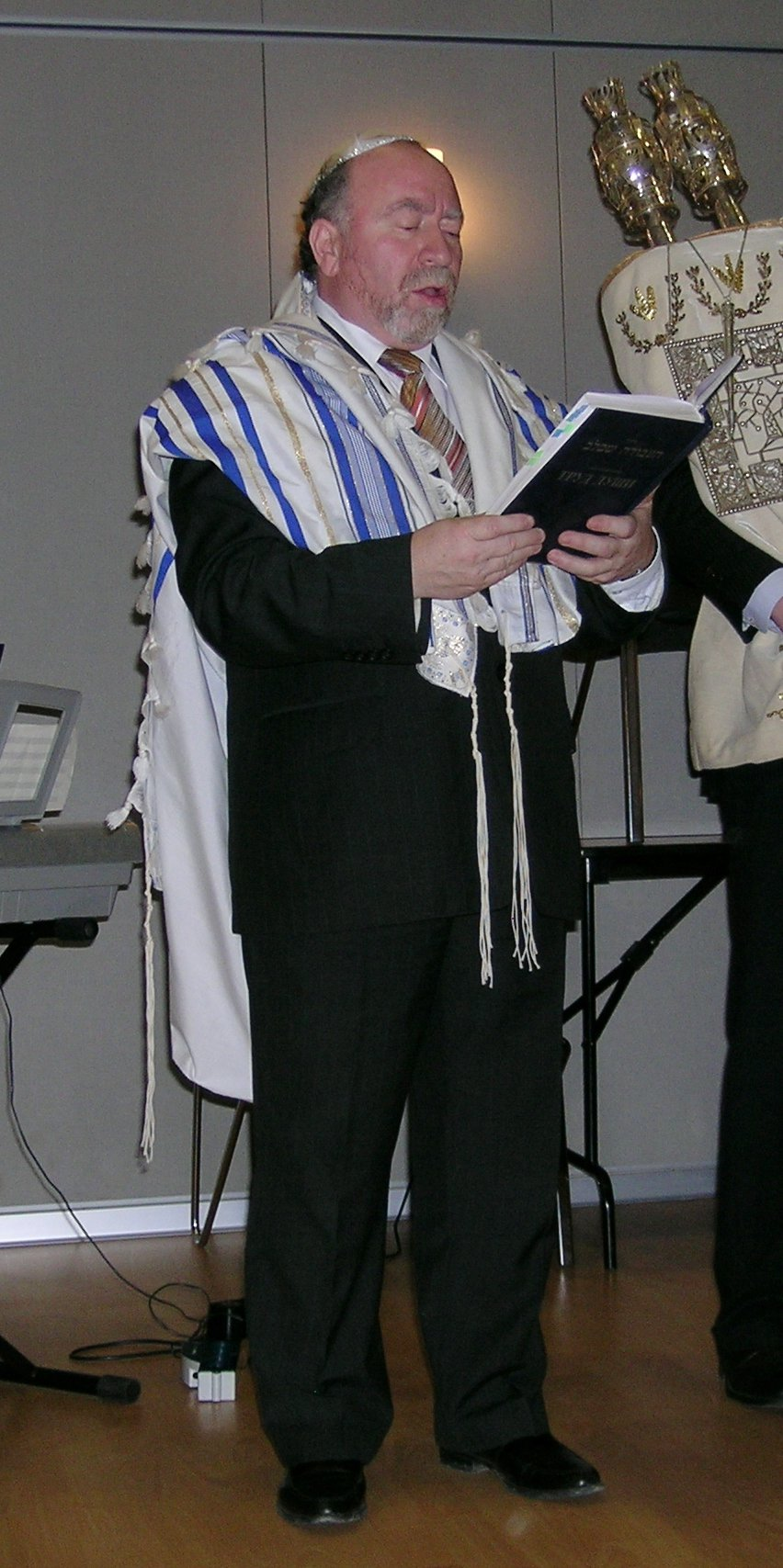
2008 год

## Дискография
Записано и выпущено более 10 CD и 8 магнитофонных кассет. (Еврейская духовная и народная музыки, израильские песни, песни на русском языке,…)

### Компакт-диски
- Дорогие мой аиды.
- Шалом, мой друг. 2006 г.
- Sim Shalom.
- Jewish Melodies.
- Еврейские мотивы в музыке XX века. Кантор и клавесин.
- Шалом алейхем.
- Им эшкахех Иерушалаим
- Шаббат. Московский ансамбль еврейской музыки «Мицва».
- Мы все вместе. 2004 г. с ансамблем «Тейла».
- Все братья. (Ale brider)
- Mi shebeyrach
- Koncert muzyki Zydowskiej 1995 г.
- The Day of Judgment.
- Поминальная Молитва.

### Компакт-кассеты
- Если забуду тебя, Иерусалим. KDK records VK-301
- Шаббат. Московский ансамбль еврейской музыки «Мицва». ЛАДЪ